# Henricus van de Wetering

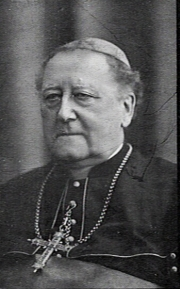
Henricus van de Wetering

Henricus van de Wetering (* 26. November 1850 in Hoogland; † 18. November 1929 in Driebergen), ursprünglich Hendrik van de Wetering, war ein niederländischer Kleriker und römisch-katholischer Erzbischof von Utrecht.

## Leben
Van de Wetering wurde am 8. Februar 1895 zum Titularerzbischof von Gaza ernannt. Er wurde am 24. März 1895 in Hilversum in der Kirche St. Vitus von Caspar Josephus Bottemanne, dem Bischof von Haarlem, zum Erzbischof von Utrecht geweiht. Fünf Monate später, nach dem Tod des früheren Erzbischofs Petrus Matthias Snickers, folgte er diesem in eben jenem Amt nach. Er hatte es bis zu seinem Tod im Jahre 1929 inne.